# Caradrina zermattica
Caradrina zermattica är en fjärilsart som beskrevs av Embrik Strand 1921. Caradrina zermattica ingår i släktet Caradrina och familjen nattflyn. Inga underarter finns listade i Catalogue of Life.